# Nugget australiano de oro
El Nugget australiano de oro (en inglés, Australian Gold Nugget, traducible como "Pepita australiana de oro"), es una moneda de oro emitida por el gobierno de Australia y acuñada por la Casa de Moneda de Perth (Perth Mint). Esta moneda tiene pleno curso legal como dinero circulante en Australia, y se caracteriza por modificar su diseño cada año, lo cual, junto con un volumen reducido de emisiones, aumenta sustancialemnte su valor numismático por encima de su valor bruto en oro.
Las monedas del Nugget australiano son de diferentes denominaciones de valor facial: 5 dólares australianos (con peso equivalente a 1/10 de onza troy), 15 dólares (1/10 de onza troy), 25 dólares (1/4 de onza troy), 50 dólares (1/2 onza troy), 100 dólares (una onza troy), 200 dólares (2 onzas troy), y 1,000 dólares (peso de 10 onzas troy). Existe asimismo una moneda de 3,000 dólares australianos, con un peso de un kilogramo de oro. En todos estos valores, la pureza del oro es de 0.9999 diezmilésimas, con un grado de fineza casi idéntico a los 24 kilates, lo cual significa que el oro de la pieza no tiene aleación alguna. 
El Nugget australiano se emitió por vez primera en el año 1986, por una empresa inversionista dependiente del gobierno federal de Australia Occidental. El diseño inicial contemplaba en el anverso un retrato de perfil del monarca británico con la leyenda "Elizabeth II - Australia" y el valor facial, al reverso se mostraba una pepita de oro, y una leyenda con el peso y pureza del oro, así como el año de emisión. No obstante, a partir de la emisión de 1989 el diseño del reverso fue modificado, mostrando desde entonces el perfil de un canguro, por ser el animal típico de Australia y un símbolo más fácilmente reconocible del país. 